# Let’s Go
„Let’s Go” – to utwór szkockiego producenta muzycznego i DJ-a Calvina Harrisa wraz z gościnnym udziałem Ne-Yo. Wydany został 30 marca 2012 roku przez wytwórnię płytową Columbia Records jako trzeci singel DJ-a z jego trzeciego albumu studyjnego, zatytułowanego 18 Months. Twórcami tekstu utworu są Ne-Yo oraz Calvin Harris, który także zajął się jego produkcją. Do singla nakręcono także teledysk, a jego reżyserią zajął się Vincent Haycock. „Let’s Go” zadebiutował na drugiej pozycji na liście przebojów w Szkocji oraz Wielkiej Brytanii.

## Pozycje na listach przebojów
| Kraj              | Lista (2012)            | Pozycja | Status          |
| ----------------- | ----------------------- | ------- | --------------- |
| Australia         | Top 50 Singles          | 17      | platynowa płyta |
| Austria           | Singles Top 75          | 49      | –               |
| Belgia (Flandria) | Ultratop 50             | 31      | –               |
| Belgia (Wallonia) | Ultratop 50             | 27      | –               |
| Dania             | Tracklisten Top 40      | 29      | –               |
| Francja           | Top 200 Singles         | 117     | –               |
| Holandia          | Single Top 100          | 44      | –               |
| Irlandia          | Top 50 Singles          | 6       | –               |
| Kanada            | Canadian Hot 100        | 19      | platynowa płyta |
| Niemcy            | Top 100 Singles         | 59      | –               |
| Nowa Zelandia     | Top 40 Singles          | 14      | –               |
| Stany Zjednoczone | Hot 100                 | 17      | –               |
| Szkocja           | Scottish Singles Top 40 | 2       | –               |
| Szwajcaria        | Singles Top 75          | 40      | –               |
| Szwecja           | Top 60 Singles          | 51      | –               |
| Wielka Brytania   | Singles Top 100         | 2       | srebrna płyta   |